# فرانچسکو کوزا (بازیکن فوتبال)
فرانچسکو کوزا (انگلیسی: Francesco Cozza؛ زادهٔ ۱۹ ژانویهٔ ۱۹۷۴) بازیکن فوتبال اهل ایتالیا است.
از باشگاه‌هایی که در آن بازی کرده‌است می‌توان به باشگاه فوتبال رجینا، باشگاه فوتبال تورینو، باشگاه فوتبال لچه، باشگاه فوتبال سالرنیتانا، باشگاه فوتبال روبور سیه‌نا، باشگاه فوتبال کالیاری، باشگاه فوتبال رجانا، باشگاه فوتبال جنوآ، باشگاه فوتبال آ.ث. میلان، و باشگاه فوتبال ویچنزا اشاره کرد.